# Brandon Teena
Brandon Teena (ur. 12 grudnia 1972 jako Teena Renae Brandon w Lincoln w Nebrasce w USA, zm. 31 grudnia 1993) – transpłciowy mężczyzna, zamordowany w wieku 21 lat z powodu transfobii.
Brandon, będący osobą transpłciową, pomimo urodzenia się w żeńskim ciele żył jak mężczyzna. Przeniósł się z rodzinnego Lincoln do niewielkiego miasteczka Falls City w stanie Nebraska, gdzie poznał miejscową dziewczynę Lanę Tisdel, w której z wzajemnością się zakochał, oraz jej przyjaciół – recydywistów Johna Lottera i Toma Nissena. W Boże Narodzenie 1993 Lotter i Nissen odkryli, że Brandon jest osobą transpłciową i zgwałcili go na odludziu niedaleko miasta. Brandon zgłosił gwałt miejscowemu szeryfowi, Charlesowi B. Laux, który jednak odrzucił zgłoszenie i nie podjął żadnych działań. Gdy Lotter i Nissen odkryli, że Brandon poszedł na policję, 31 grudnia 1993 roku zamordowali go, kobietę, u której mieszkał oraz jej chłopaka. 
Szeryf Laux po morderstwie został ostro skrytykowany za brak reakcji na zgłoszenie i za sposób traktowania Brandona – określał go jako „to”. Tom Nissen zdecydował się na współpracę z policją i zeznawał przeciwko Lotterowi, przez co uniknął kary śmierci. Obecnie odsiaduje wyrok dożywocia. John Lotter został skazany na wyrok śmierci. Obecnie czeka na jego wykonanie w celi śmierci w więzieniu w Nebrasce. Lana Tisdel po śmierci Brandona wyjechała z miasta, do którego wróciła kilka lat później. Obecnie wraz z matką wciąż mieszka w Falls City. Przed śmiercią Brandon stosował terapię hormonalną, miał również zamiar poddać się operacji korekty płci. Zamykany był w szpitalach psychiatrycznych, gdyż jego matka uznała, że jest chory. Pochowany został w rodzinnym Lincoln jako „Teena R. Brandon – córka, siostra i przyjaciółka”.
Brytyjski duet Pet Shop Boys nagrał o Brandonie Teena piosenkę Girls Don't Cry wydaną w 2006 roku na stronie B singla "I'm with Stupid".

## Biografia w filmach
W 1998 nakręcony został film dokumentalny pt. The Teena Brandon Story, historii tej poświęcono też jeden z odcinków serialu American Justice zatytułowany The Life and Death of Teena Brandon. Biografia Brandona Teeny stała się dwukrotnie tematem fabularnego filmu pt. Boys Don't Cry (Nie czas na łzy) opartego na faktach i na książce Historia Brandona Teeny – w 1995 i w 1999. Drugi z nich, Nie czas na łzy w reżyserii Kimberly Peirce z Hilary Swank w głównej roli, zdobył wiele nagród, m.in. na gali Oscarów.